# Marine Delterme
Marine Delterme (Tolosa, 12 marzo 1970) è un'attrice francese. Ha acquisito notorietà grazie al ruolo della protagonista nella serie televisiva Alice Nevers - Professione giudice.

## Biografia
A 18 anni inizia ad essere fotografata da grandi fotografi di moda Peter Lindbergh, Paolo Roversi, Dominique Issermann e Richard Avedon. Si trasferisce a New York per cercare fortuna nel cinema e vive in un appartamento con Carla Bruni, sua grande amica. Tornata in Francia viene spinta nel mondo del cinema da Valeria Bruni Tedeschi, sorella di Carla.
Inizia nel 1992 con ruoli secondari in alcuni film mentre per la prima volta nel 1995 ha il ruolo di protagonista nel film Ainsi soient-elles, realizzato da Patrick Alessandrin e Lisa Alessandrin. Seguono alcuni altri film di tipo comico con scarso successo. Nel 2000 passa alla televisione dove ha il ruolo di protagonista nel dramma Te quiero di Manuel Poirier. Nel 2002 da il volto alla giudice nella serie televisiva Alice Nevers - Professione giudice che la avvierà al successo.
Tra le diverse stagioni della serie, interpreta diversi ruoli principali; nel 2005, il dramma Secondes Chances, dove ha come partnre Samy Naceri; nel 2007, il thriller Le Vrai Coupable, con la regia di Francis Huster. Nel 2008 partecipa al film storico per la TV Château en Suède. Nello stesso anno recita nella miniserie Coco Chanel sulla vita della celebre stilista. Torna al cinema nel 2009 per un ruolo secondario nella commedia Trésor di Claude Berri.

## Filmografia

### Cinema
- Listopad, regia di Lukasz Karwowski (1992)
- Notti selvagge (Les Nuits fauves), regia di Cyril Collard (1992)
- Fanfan, regia di Alexandre Jardin (1992)
- La Soif de l'or, regia di Gérard Oury (1993)
- Consentement mutuel, regia di Bernard Stora (1994)
- Le travail du furet, regia di Bruno Gantillon (1994)
- Ainsi soient-elles, regia di Patrick Alessandrin (1995)
- L'Année Juliette, regia di Philippe Le Guay (1995)
- Ognuno cerca il suo gatto (Chacun cherche son chat), regia di Cédric Klapisch (1995)
- Elle, regia di Valeria Sarmiento (1995)
- La Chica, regia di Bruno Gantillon (1996)
- Les Randonneurs, regia di Philippe Harel (1996)
- Le Déménagement, regia di Olivier Doran (1997)
- Michael Kael contre la World News Company, regia di Christophe Smith (1997)
- Le Temps retrouvé, regia di Raúl Ruiz (1998)
- Vatel, regia di Roland Joffé (1999)
- Te quiero, regia di Manuel Poirier (2000)
- Pelle d'angelo (Peau d'ange), regia di Vincent Pérez (2001)
- Il consiglio d'Egitto (Le Conseil d'Égypte), regia di Emidio Greco (2002)
- Jean de La Fontaine, regia di Daniel Vigne (2007)
- Trésor, regia di Claude Berri e François Dupeyron (2009)
- Paris-Manhattan, regia di Sophie Lellouche (2012)

### Televisione
- Alice Nevers - Professione giudice (Alice Nevers: Le juge est une femme) - serie TV, 100 episodi (2002-2020)
- Il simpatizzante (The Sympathizer), regia di Park Chan-wook, Fernando Meirelles e Marc Munden – miniserie TV, puntate 4-5 (2024)

## Doppiatrici italiane
Nelle versioni in italiano delle opere in cui ha recitato, Marine Delterme è stata doppiata da:
- Maura Ragazzoni in Alice Nevers: professione giudice
- Gabriella Borri in Coco Chanel
- Valentina Mari in Paris-Manhattan
- Valentina Favazza ne Il simpatizzante